# Ardıçlı
Ardıçlı ist ein Dorf (Köy) im Landkreis Pülümür der türkischen Provinz Tunceli. Im Jahr 2011 lebten in Ardıçlı 8 Menschen.